# Robert (Auszeichnung)/Bestes Szenenbild
Robert: Bestes Szenenbild
Gewinner des dänischen Filmpreises Robert in der Kategorie Bestes Szenenbild (Årets scenograf). Die Dänische Filmakademie (Danmarks Film Akademi) vergibt seit 1984 alljährlich ihre Auszeichnungen für die besten Filmproduktionen und Filmschaffenden Ende Januar beziehungsweise Anfang Februar auf dem Robert Festival in Kopenhagen.

## Preisträger 1984–1999
| Jahr | Preisträger          | Filmtitel                 | Deutscher Titel               |
| ---- | -------------------- | ------------------------- | ----------------------------- |
| 1984 | Palle Arrestrup      | Isfugle                   | Schrei des Dornenvogels       |
| 1985 | Peter Høimark        | Forbrydelsens element     | Spuren eines Verbrechens      |
| 1986 | Henning Bahs         | Johannes’ hemmelighed     | nicht bekannt                 |
| 1987 | Leif Sylvester       | Manden i månen            | nicht bekannt                 |
| 1988 | Leif Sylvester       | Pelle erobreren           | Pelle, der Eroberer           |
| 1989 | Palle Arrestrup      | Himmel og helvede         | nicht bekannt                 |
| 1990 | Henning Bahs         | Miraklet i Valby          | Valby – Das Geheimnis im Moor |
| 1991 | Preis nicht vergeben | Preis nicht vergeben      | Preis nicht vergeben          |
| 1992 | Henning Bahs         | Europa                    | Europa                        |
| 1993 | Peter Høimark        | Sofie                     | nicht bekannt                 |
| 1994 | Gunilla Allard       | Sort høst                 | Schwarze Ernte                |
| 1995 | Palle Arestrup       | Min fynske barndom        | nicht bekannt                 |
| 1996 | Viggo Bentzon        | Kun en pige               | nicht bekannt                 |
| 1997 | Karl Júlíusson       | Breaking the Waves        | Breaking the Waves            |
| 1998 | Norbert Scherer      | The Island on Bird Street | Die Insel in der Vogelstrasse |
| 1999 | Thomas Ravn          | Skyggen                   | Webmaster                     |

## Preisträger und Nominierungen 2000–2009
2000
Karl Júlíusson – Magnetisøren's femte vinter
Viggo Bentzon – Klinkevals
Peter De Neergaard – Bleeder
Eva Norén und Birgitte Bisgaard – Der einzig Richtige (Den eneste ene)
Niels Sejer – Bornholms stemme
2001
Karl Júlíusson – Dancer in the Dark
Søren Gam – Die Bank (Bænken)
Niels Sejer – Dykkerne
Søren Gam – Her i nærheden
Søren Breum – Blinkende Lichter (Blinkende lygter)
2002
Søren Skjær – Fukssvansen
2003
Steffen Aarfing und Marie í Dali – Dina – Meine Geschichte (Jeg Er Dina)
Peter Grant – Kletter-Ida (Klatretøsen)
Peter De Neergaard – Halalabad Blues
Torben Stig Nielsen – Charlie Butterfly
Jette Lehmann – Wilbur Wants to Kill Himself (Wilbur begår selvmord)
2004
Ben van Os und Jette Lehmann – It’s All About Love
Sidse Færk und Knirke Madelung – Baby
Nikolaj Danielsen – Bagland
Peter Grant – Dogville
Mia Stensgaard – Dänische Delikatessen (De grønne slagtere)
2005
Niels Sejer – King’s Game (Kongekabale)
Peter De Neergaard – Der Fakir (Fakiren fra Bilbao)
Peter Grant – Lad de små børn...
Rasmus Thjellesen – Pusher II
Erik Clausen & Thorkil Slebsager – Villa paranoia
2006
Jette Lehmann – Nordkraft
Nikolaj Danielsen – Allegro
Karl Júlíusson – Dear Wendy
Søren Gam – Totschlag – Im Teufelskreis der Gewalt (Drabet)
Peter Grant – Manderlay
2007
Peter De Neergaard – Der var engang en dreng – som fik en lillesøster med vinger
Peter Grant – Rene hjerter
Charlotte Bech – Der verlorene Schatz der Tempelritter (Tempelriddernes skat)
Rasmus Thjellesen – En Soap
Jette Lehmann – Prag
Søren Skjær – Der Traum (Drømmen)
2008
Niels Sejer – Insel der verlorenen Seelen (Niels Sejer)
Charlotte Bech – Hvid nat
Søren Krag Sørensen – Kunsten at græde i kor
Søren Gam – Die jungen Jahre des Erik Nietzsche (De unge år: Erik Nietzsche sagaen del 1)
Marie í Dali und Rie Lykke – Alien Teacher
2009
Jette Lehmann – Tage des Zorns (Flammen og citronen)
Søren Skjær – Worlds Apart (To verdener)
Knirke Madelung – Max Peinlich (Max Pinlig)
Niels Sejer – Frygtelig lykkelig
Thomas Bremmer – Gå med fred Jamil – Ma salama Jamil

## Preisträger und Nominierungen ab 2010
2010
Søren Krag Sørensen und Finn Richardt – Kærestesorger
Karl Júlíusson – Antichrist
Anders Engelbrecht – Deliver Us from Evil (Fri os fra det onde)
Lars Nielsen – Over gaden under vandet
Michelle Sotheren – Das Ende der Welt (Ved verdens ende)
2011
Torben Stig Nielsen – Submarino
Thomas Greve – Alting bliver godt igen
Thomas Bremmer – Die Wahrheit über Männer (Sandheden om mænd)
Laurel Wear – Valhalla Rising
Charlotte Bech – Smukke mennesker
2012
Jette Lehmann – Melancholia
Steffen Aarfing – Juan
Søren Schwartzberg – Superclassico …meine Frau will heiraten! (SuperClásico)
Peter Grant – Dirch
Rasmus Thjellesen – Eine Familie (En familie)
2013
Niels Sejer – Die Königin und der Leibarzt (En kongelig affære)
Mette Rio – Undskyld jeg forstyrrer
Peter Grant – Love Is All You Need (Den skaldede frisør)
Thomas Greve – Kapringen
Jette Lehmann – Marie Krøyer
2014
Thomas Greve – Spies & Glistrup
Torben Stig Nielsen – Die Jagd (Jagten)
Beth Mickle – Only God Forgives
Trine Padmo Olsen – Der Nordwesten (Nordvest)
Rasmus Thjellesen – Erbarmen (Kvinden i buret)
2015
Sabine Hviid – When Animals Dream (Når dyrene drømmer)
Jørgen Munk – The Salvation – Spur der Vergeltung
Rasmus Thjellesen – Schändung (Fasandræberne)
Rie Lykke – Speed Walking (Kapgang)
Simone Grau – Nymphomaniac
2016
Mia Stensgaard – Men & Chicken (Mænd og høns)